# ジョーイ・ボット
ジョーイ・ボット（英語: Joey Votto, 本名：ジョゼフ・ダニエル・ボット（Joseph Daniel Votto, 1983年9月10日 - ）は、カナダ連邦オンタリオ州トロント出身の元プロ野球選手（一塁手）。右投左打。愛称はボットマティック（Votto-matic）、トッキ2（Tokki 2）他（後述）。
2002年の入団からレッズ一筋のフランチャイズ・プレイヤーだった。

## 経歴

### プロ入りとレッズ時代
2002年のMLBドラフト2巡目でシンシナティ・レッズから指名を受け、入団した。
2006年に2Aのチャタヌーガ・ルックアウツで打率.319、22本塁打、79打点を記録し、サザンリーグ最優秀選手に選出された。
2007年は3Aのルイビル・バッツでプレイし、インターナショナルリーグ新人王に選出され、9月4日のニューヨーク・メッツ戦でメジャーデビュー。24試合の出場で、打率.321、4本塁打、17打点を記録した。
2008年の開幕当初はスコット・ハッテバーグと一塁手で併用されていたが、4月半ばからはレギュラーに定着。5月7日のシカゴ・カブス戦では1試合3本塁打を記録。9月には打率.309、9本塁打、20打点でルーキー・オブ・ザ・マンスを受賞した。8月には父が52歳で急死している。最終的に打率.297、24本塁打はナ・リーグ新人選手として1位、84打点はジオバニー・ソトの86打点に次ぐ2位となった。オフには新人王の投票ではソトに次ぐ2位に終わった。
2009年はシーズン開幕前の3月に開催された第2回ワールド・ベースボール・クラシック（WBC）のカナダ代表に選出された。ジェイソン・ベイ、ジャスティン・モルノーと共にクリーンナップを形成した。

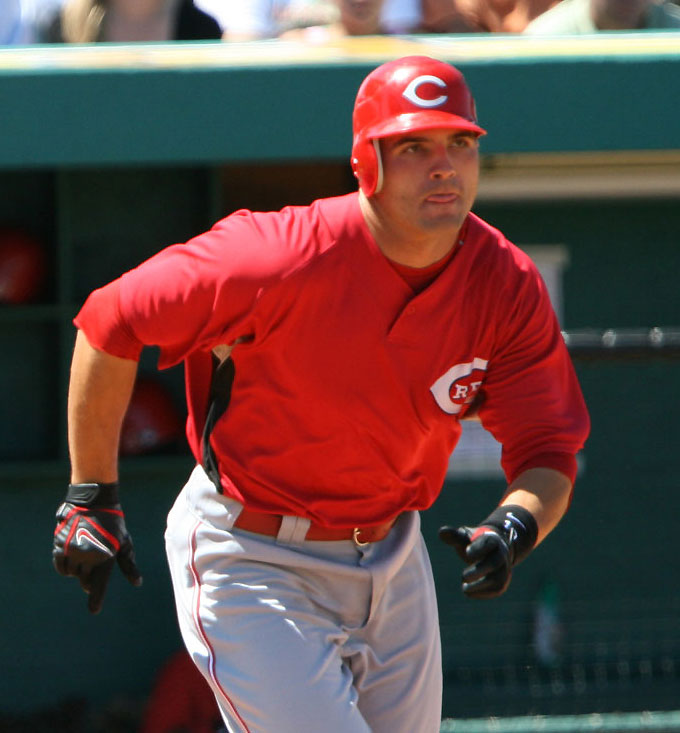
2008年スプリングトレーニング

シーズンでは、父の死をきっかけに発症したうつ病で故障者リスト入り。合計30試合以上を欠場したものの、終わってみれば打率.322（リーグ5位）、出塁率.414（4位）、長打率.567（5位）という成績を残した。
2010年は長期間の離脱を経験することもなく、一時はアルバート・プホルス、カルロス・ゴンザレスと三冠王争いを繰り広げた。8月にはレッズの選手としてはケン・グリフィー・ジュニア以来6年ぶりに「スポーツ・イラストレイテッド」誌の表紙を飾り、全米で知名度を高めた。最終的には無冠に終わったものの、打率、本塁打、打点の全てでリーグ3位以内に入る成績を残し、レッズの15年ぶり地区優勝に貢献。自身初のポストシーズンとなったナショナルリーグディビジョンシリーズ(NLDS)では3試合で打率.100、犠牲フライによる1打点のみという不振により敗退した。出塁率、長打率、OPSはリーグトップだった。オフにはナ・リーグのハンク・アーロン賞及びMVPに選ばれた。MVPの投票では、投票権を持つ32人の記者のうち31人から1位票を獲得し、球団史上12人目、カナダ人選手としては3人目の受賞となった。また、ティップ・オニール賞も初受賞した。
2011年は、自己最高の185安打を記録した。出塁率、二塁打、四球の数字はリーグ最高だった。オフにはゴールドグラブ賞を受賞した。また、ティップ・オニール賞も2年連続2度目の受賞を果たした。
2012年は4月2日に現在の契約に加えて2014年から10年間、2023年まで総額2億2500万ドルでレッズと契約延長した（2024年は2000万ドルの球団側選択オプション、破棄の場合は700万ドルを受け取る）。シーズン序盤から好調を維持し、5月13日のワシントン・ナショナルズ戦では自身2度目の1試合3本塁打を記録。オールスターゲームにも出場した。しかし、7月16日に膝の故障で離脱すると、9月5日に復帰するまで約2ヶ月戦線を離脱した。そのため111試合の出場にとどまり、打率こそ.337だったが、本塁打は14本に終わり、特に怪我から復帰してからは1本も打てなかった。しかし、規定打席不足ながら94個の四球を選び、出塁率は.474を記録した。NLDSでは5試合で打率.389（18打数7安打）・4四球と活躍したものの、長打・打点がなく敗退した。オフには3年連続3度目のティップ・オニール賞を受賞した。
2013年はシーズン開幕前の1月11日に第3回WBC本戦のカナダ代表暫定メンバーに選出された。当初は代表入りを保留していたが、2月21日に代表入りした。
シーズンでは、怪我なくシーズン全試合に出場した。打率.305、24本塁打、73打点、135四球を記録。2年連続で最多四球となった。チームもワイルドカードでプレーオフに進出したが、ワイルドカードゲームでは4打数無安打2三振でピッツバーグ・パイレーツに敗れた。打点が73と少なかったため、オフにはTwitterを使った投票でジョー・マウアー、ホセ・バウティスタ、デレク・ジーター、アンドリュー・マカッチェン、マット・ケンプを破り「MLBの顔」に選ばれた。また、4年連続4度目のティップ・オニール賞を受賞した。

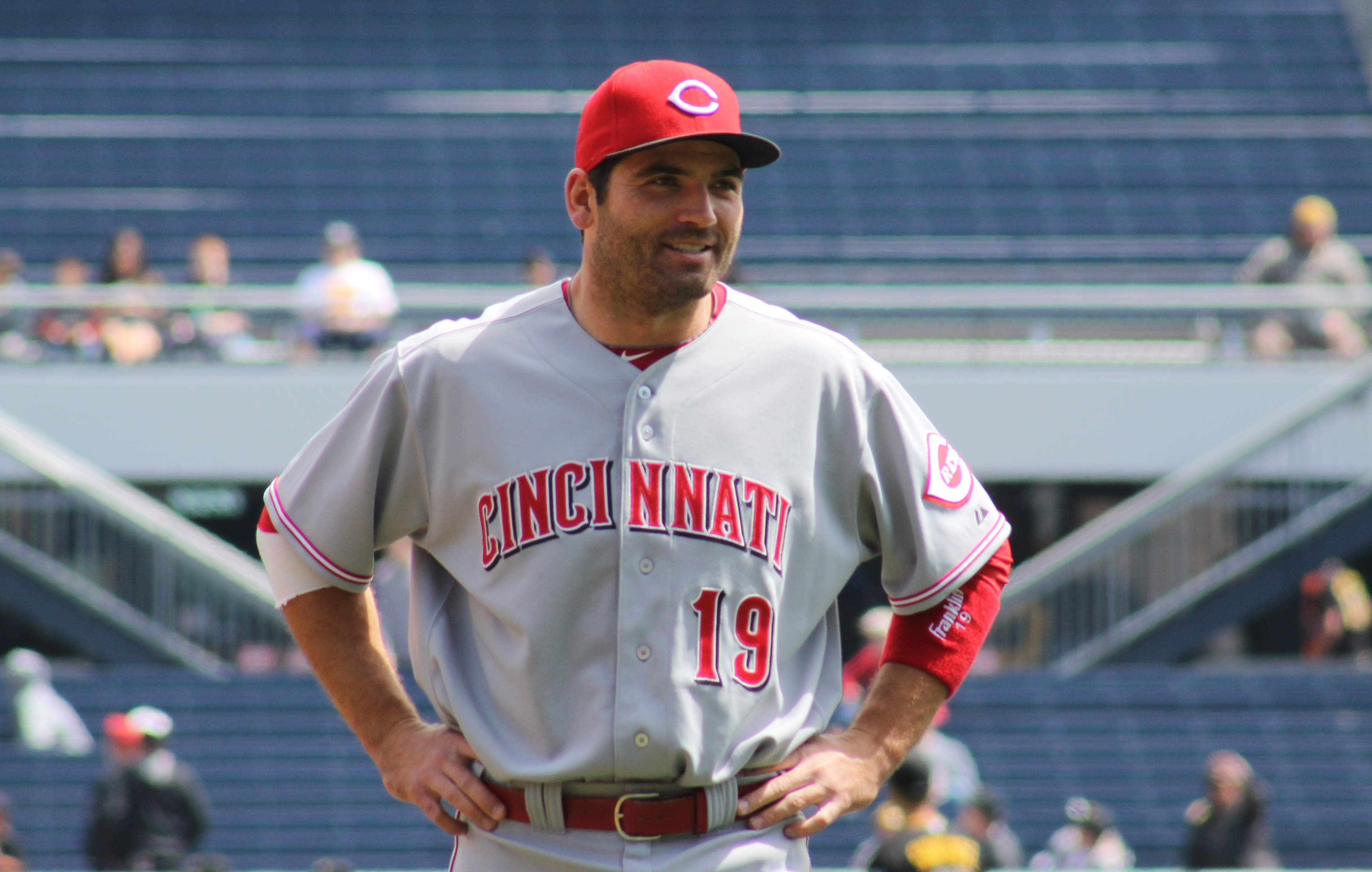
2014年4月

2014年は大腿四頭筋の故障による戦線離脱により62試合の出場に留まり、6本塁打、23打点に終わった。
2015年6月9日のフィラデルフィア・フィリーズ戦で自身3度目の1試合3本塁打を記録。この年は158試合に出場で打率.314、29本塁打、80打点、OPS1.000の好成績を記録した。最高出塁率はブライス・ハーパーに譲ったが、自己最多の143四球を選び取り、これで自身4度目の最多四球となった。2010年以来の2桁盗塁も記録した。オフには2年ぶり5度目のティップ・オニール賞を受賞した。
2016年は開幕から打撃不振に陥り、86試合終了時点で打率.252だった。後半戦では復調し72試合で打率.408と復調し、終わってみれば打率.321、29本塁打、97打点だった。オフの12月28日にシーズンを優先するため第4回WBCのカナダ代表には不参加の意思を表明した。オフには2年連続6度目のティップ・オニール賞を受賞した。
2017年7月3日のコロラド・ロッキーズ戦でカナダ人選手としては史上4人目となる1500本安打を達成した。8月7日のパドレス戦でジョーリス・チャシーンからシーズン30本塁打を達成し、グレート・アメリカン・ボール・パークで記録した本塁打数を136本とし、ジェイ・ブルースの記録を抜き歴代最多となった。8月15日、歴代2位タイで4人目となる20試合連続複数打席出塁を達成。この年もシーズンを通じて例年通り安定した成績を残した。特に序盤は本塁打を量産し、打率.315、26本塁打の成績で、4年ぶりにオールスターに選出された。後半戦は本塁打のペースが落ち、キャリアハイ更新とはならなかったものの、それでもキャリア2度目の30本以上を記録した。シーズン成績は、リーグ4位の打率.320・6位タイの36本塁打・10位タイの100打点と打撃3部門でトップ10入りを果たし、自身2度目の3割・30本・100打点を達成した。また、134四球、出塁率.454はいずれも両リーグ1位で、OPS1.032（リーグ1位）、自身3度目の300出塁、三振率11.7%（83三振）、DRS+11は自己ベストだった。WARはfWARではリーグ4位の6.6、rWARではリーグ2位の7.5を記録した。MVP投票ではナ・リーグの最終候補に名前が残ったが、僅か2ポイントの差でジャンカルロ・スタントンに敗れて受賞を逃した。なお、2ポイント差での決着は史上4番目の僅差であり、1位票は共に10票で並んでいた。また、3年連続7度目のティップ・オニール賞を受賞した。
2018年8月4日のワシントン・ナショナルズ戦でライアン・マドソンの投球が右膝付近に当たり、様子を見ながら試合に出場したものの、打撲と診断されて4年ぶりに故障者リストに登録され、約2週間離脱した。この年、出塁率は.417で自身7度目のリーグ1位だったが、打率.284、12本塁打、67打点、OPS.837と成績を落とした。
2019年4月17日のロサンゼルス・ドジャース戦でキャリアで初めて一邪飛でアウトになったが、MLB13年目、1592試合目、6828打席目の記録であった。7月30日のピッツバーグ・パイレーツ戦では乱闘に参加し、罰金処分を科された。142試合の出場で打率.261、15本塁打、47打点だった。
2021年4月30日のカブス戦でジェイク・アリエータから球団史上3人目となる通算300本塁打を達成した。6月30日のパドレス戦では通算1000打点を達成した。8月16日のカブス戦で球団史上5人目となる通算2000本安打を達成した。4月30日には同じくカブス戦で通算300本塁打、6月30日のパドレス戦では通算1000打点を達成しており、同一シーズンに通算2000本安打、300本塁打、1000打点を達成したのは1971年のビリー・ウィリアムズ以来だった。7月24日から30日にかけては7試合連続本塁打を放つなどをし、129試合の出場で打率.266、36本塁打、OPS.938とパワー面の復調をみせた。
2023年は開幕を故障者リストで迎えた。6月19日のロッキーズ戦で復帰した。オフの11月3日に契約延長オプションを破棄して、FAとなった。

### ブルージェイズ傘下時代
2024年3月9日に地元であるトロントのトロント・ブルージェイズとマイナー契約を結び、スプリングトレーニングには招待選手として参加することになった。マイナー契約のままシーズンイン。8月21日、自身のInstagramに「これで終わり。やり切った」などと心境をつづり、現役引退を表明した。

## 選手としての特徴
基本的なスタイルはライナーを量産する中距離打者だが、長打力も兼ね揃えており、毎年30本前後の本塁打を打てるだけのパワーも備えている。MLB通算の左翼方向への打球の割合は30%と、逆方向への打球が多い選手で、本塁打は2013年は24本の内13本を左翼へ飛ばしている。左右の違いも苦にせず、通算でも左投手相手に打率.300近く打っている。非常に調子の波が少ない選手で、通算の月別打率は全ての月でほぼ打率.300以上を記録している。
また内野フライが非常に少ない。四球を多く選び、リーグ最多四球を5回、シーズン100四球以上を6回記録しており、2015年には143個の四球を選んだ。そのため打率の高さと相まって出塁率も高く、リーグ最高出塁率を7回記録しており、通算でも4割を超えている。

## 人物
愛称はボットマティック（Votto-matic）、トッキ2（Tokki 2）、ジョーボ（JoVo）、フランダースの野に（In Flanders Fields）、フー（Who）がある。

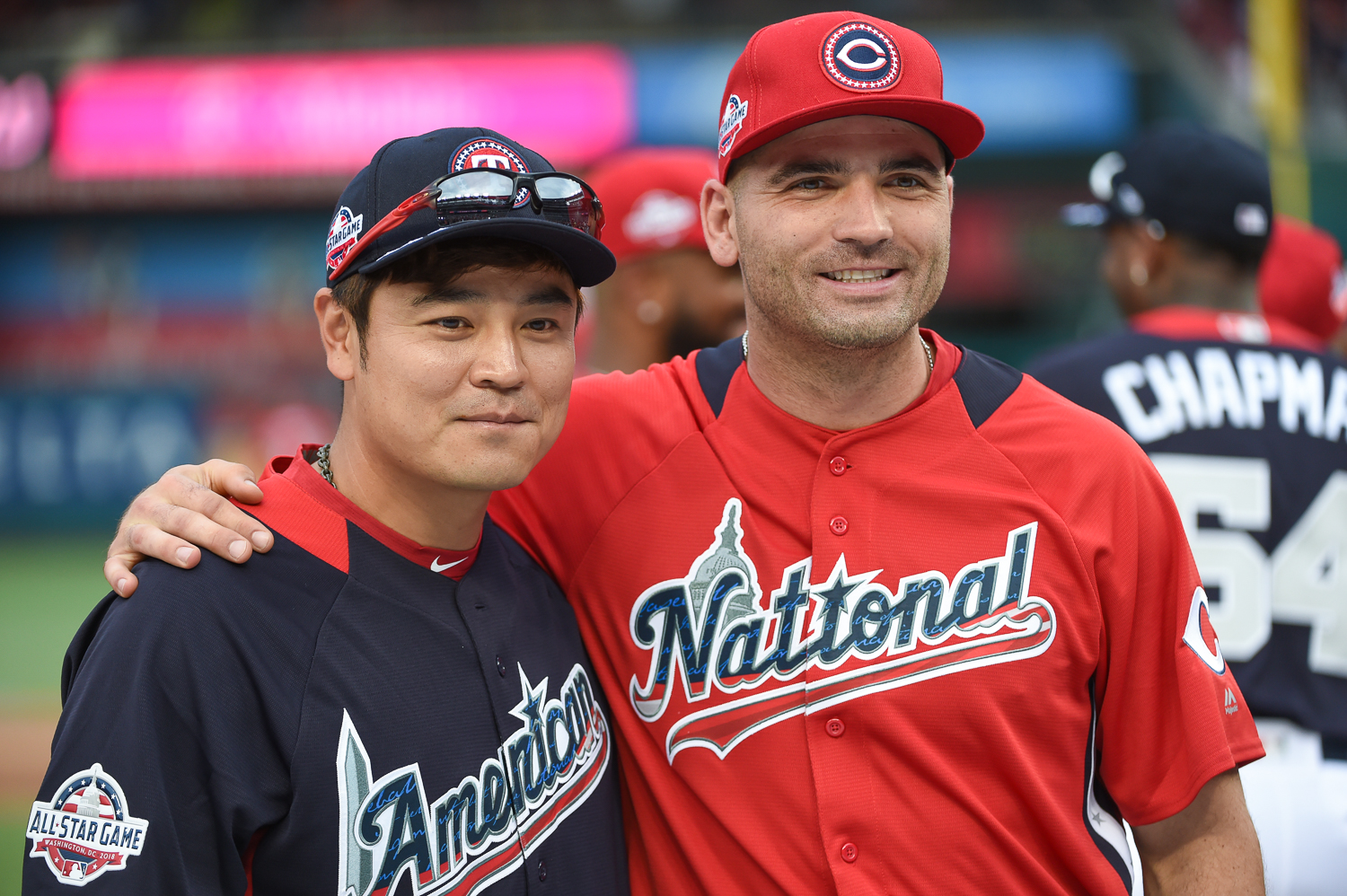
秋信守と写真を撮るボット
(2018年の本塁打競争にて)

トッキ2はボット自身が2013年にチームメイトだった秋信守が良い打者になろうとボットに付いてきたと感じて、その様がウサギに似ていたため、韓国語でウサギを意味するトッキ（토끼）に数字の1を付けたトッキ1と秋を名付け、ボット自身はトッキ2を愛称とした。
少年時代は地元トロントを本拠地とするブルージェイズのファンとして育つなど、野球に夢中になる一方で、カナダ人アスリートとしては珍しく、アイスホッケーには全く関心を示さなかった。
2016年8月18日、シンシナティにて、イチローのロッカーに彼が数年前まで好んで食べていた「カリフォルニア・ピザ・キッチン」のプレーン・チーズ・ピザが、彼の背番号と同じ51枚運びこまれた。これは2014年にイチローがボストンで食べた「ダンキンドーナツ」をボットへ大量にプレゼントしたことへの意趣返しだという。しかも、そのピザのチェーン店がシンシナティになかったため、約153キロも離れた隣のケンタッキー州ルイビルから交通費約2万2000円を追加してまで注文したそう。
自身が安定した成績を残している理由を尋ねられると、「努力、努力、そして鍛錬」と話す。同じく自己鍛錬するイチローを尊敬しており、自らを「カナダのイチロー」と謳っていた。
2017年には当時チームメイトだったザック・コザートにオールスターゲームに選出されたらロバをプレゼントする約束をし、前半戦に打率.316、9本塁打、35打点の活躍を見せて選出されると、本当に白いロバを進呈した。
2022年1月にアメリカ合衆国に帰化した。

## 詳細情報

### 年度別打撃成績
| 年 度     | 球 団     | 試 合 | 打 席 | 打 数 | 得 点 | 安 打 | 二 塁 打 | 三 塁 打 | 本 塁 打 | 塁 打 | 打 点 | 盗 塁 | 盗 塁 死 | 犠 打 | 犠 飛 | 四 球 | 敬 遠 | 死 球 | 三 振 | 併 殺 打 | 打 率 | 出 塁 率 | 長 打 率 | O P S |
| --------- | --------- | ----- | ----- | ----- | ----- | ----- | -------- | -------- | -------- | ----- | ----- | ----- | -------- | ----- | ----- | ----- | ----- | ----- | ----- | -------- | ----- | -------- | -------- | ----- |
| 2007      | CIN       | 24    | 89    | 84    | 11    | 27    | 7        | 0        | 4        | 46    | 17    | 1     | 0        | 2     | 0     | 5     | 1     | 0     | 15    | 0        | .321  | .360     | .548     | .908  |
| 2008      | CIN       | 151   | 589   | 526   | 69    | 156   | 32       | 3        | 24       | 266   | 84    | 7     | 5        | 0     | 2     | 59    | 9     | 2     | 102   | 7        | .297  | .368     | .506     | .874  |
| 2009      | CIN       | 131   | 544   | 469   | 82    | 151   | 38       | 1        | 25       | 266   | 84    | 4     | 1        | 0     | 1     | 70    | 10    | 4     | 106   | 8        | .322  | .414     | .567     | .981  |
| 2010      | CIN       | 150   | 648   | 547   | 106   | 177   | 36       | 2        | 37       | 328   | 113   | 16    | 5        | 0     | 3     | 91    | 8     | 7     | 125   | 11       | .324  | .424     | .600     | 1.024 |
| 2011      | CIN       | 161   | 719   | 599   | 101   | 185   | 40       | 3        | 29       | 318   | 103   | 8     | 6        | 0     | 6     | 110   | 15    | 4     | 129   | 20       | .309  | .416     | .531     | .947  |
| 2012      | CIN       | 111   | 475   | 374   | 59    | 126   | 44       | 0        | 14       | 212   | 56    | 5     | 3        | 0     | 2     | 94    | 18    | 5     | 85    | 8        | .337  | .474     | .567     | 1.041 |
| 2013      | CIN       | 162   | 726   | 581   | 101   | 177   | 30       | 3        | 24       | 285   | 73    | 6     | 3        | 0     | 6     | 135   | 19    | 4     | 138   | 15       | .305  | .435     | .491     | .926  |
| 2014      | CIN       | 62    | 272   | 220   | 32    | 56    | 16       | 0        | 6        | 90    | 23    | 1     | 1        | 0     | 2     | 47    | 2     | 3     | 49    | 5        | .255  | .390     | .409     | .799  |
| 2015      | CIN       | 158   | 695   | 545   | 95    | 171   | 33       | 2        | 29       | 295   | 80    | 11    | 3        | 0     | 2     | 143   | 15    | 5     | 135   | 11       | .314  | .459     | .541     | 1.000 |
| 2016      | CIN       | 158   | 677   | 556   | 101   | 181   | 34       | 2        | 29       | 306   | 97    | 8     | 1        | 0     | 8     | 108   | 15    | 5     | 120   | 16       | .326  | .434     | .550     | .985  |
| 2017      | CIN       | 162   | 707   | 559   | 106   | 179   | 34       | 1        | 36       | 323   | 100   | 5     | 1        | 0     | 6     | 134   | 20    | 8     | 83    | 16       | .320  | .454     | .578     | 1.032 |
| 2018      | CIN       | 145   | 623   | 503   | 67    | 143   | 28       | 2        | 12       | 211   | 67    | 2     | 0        | 0     | 3     | 108   | 6     | 9     | 101   | 15       | .284  | .417     | .419     | .837  |
| 2019      | CIN       | 142   | 608   | 525   | 79    | 137   | 32       | 1        | 15       | 216   | 47    | 5     | 0        | 0     | 3     | 76    | 2     | 4     | 123   | 14       | .261  | .357     | .411     | .768  |
| 2020      | CIN       | 54    | 223   | 186   | 32    | 42    | 8        | 0        | 11       | 83    | 22    | 0     | 0        | 0     | 0     | 37    | 1     | 0     | 43    | 5        | .226  | .354     | .446     | .800  |
| 2021      | CIN       | 129   | 533   | 448   | 73    | 119   | 23       | 1        | 36       | 252   | 99    | 1     | 0        | 0     | 4     | 77    | 6     | 4     | 127   | 7        | .266  | .375     | .563     | .938  |
| 2022      | CIN       | 91    | 376   | 322   | 31    | 66    | 18       | 1        | 11       | 119   | 41    | 0     | 0        | 0     | 0     | 44    | 0     | 10    | 97    | 8        | .205  | .319     | .370     | .689  |
| 2023      | CIN       | 65    | 242   | 208   | 26    | 42    | 6        | 0        | 14       | 90    | 38    | 0     | 0        | 0     | 0     | 27    | 0     | 7     | 62    | 2        | .202  | .314     | .433     | .747  |
| MLB：17年 | MLB：17年 | 2056  | 8746  | 7252  | 1171  | 2135  | 459      | 22       | 356      | 3706  | 1144  | 80    | 29       | 0     | 48    | 1365  | 147   | 81    | 1640  | 168      | .294  | .409     | .511     | .920  |

- 各年度の太字はリーグ最高
- 2012年は規定打席に28打席不足しているが、不足分を凡打と仮定しても出塁率は.447であり、規定打席到達者でリーグ最高出塁率のバスター・ポージー（.408）を上回る

### 年度別打撃成績所属リーグ内順位
| 年 度 | 年 齢 | リ ｜ グ   | 打 率 | 安 打 | 二 塁 打 | 三 塁 打 | 本 塁 打 | 打 点 | 盗 塁 | 出 塁 率 |
| ----- | ----- | ---------- | ----- | ----- | -------- | -------- | -------- | ----- | ----- | -------- |
| 2007  | 24    | ナ・リーグ | -     | -     | -        | -        | -        | -     | -     | -        |
| 2008  | 25    | ナ・リーグ | -     | -     | -        | -        | -        | -     | -     | -        |
| 2009  | 26    | ナ・リーグ | 5位   | -     | -        | -        | -        | -     | -     | 4位      |
| 2010  | 27    | ナ・リーグ | 2位   | 6位   | -        | -        | 3位      | 3位   | -     | 1位      |
| 2011  | 28    | ナ・リーグ | 5位   | 6位   | 1位      | -        | -        | 6位   | -     | 1位      |
| 2012  | 29    | ナ・リーグ | -     | -     | 2位      | -        | -        | -     | -     | -        |
| 2013  | 30    | ナ・リーグ | 10位  | 6位   | -        | -        | -        | -     | -     | 1位      |
| 2014  | 31    | ナ・リーグ | -     | -     | -        | -        | -        | -     | -     | -        |
| 2015  | 32    | ナ・リーグ | 6位   | 10位  | -        | -        | 7位      | -     | -     | 2位      |
| 2016  | 33    | ナ・リーグ | 3位   | 8位   | -        | -        | -        | 10位  | -     | 1位      |
| 2017  | 34    | ナ・リーグ | 4位   | 7位   | -        | -        | 6位      | 10位  | -     | 1位      |
| 2018  | 35    | ナ・リーグ | -     | -     | -        | -        | -        | -     | -     | 1位      |
| 2019  | 36    | ナ・リーグ | -     | -     | -        | -        | -        | -     | -     | -        |
| 2020  | 37    | ナ・リーグ | -     | -     | -        | -        | -        | -     | -     | -        |
| 2021  | 38    | ナ・リーグ | -     | -     | -        | -        | 4位      | 7位   | -     | 6位      |
| 2022  | 39    | ナ・リーグ | -     | -     | -        | -        | -        | -     | -     | -        |
| 2023  | 40    | ナ・リーグ | -     | -     | -        | -        | -        | -     | -     | -        |

- -は10位未満（打率は規定打席未到達の場合も-と表記）

### MLBポストシーズン打撃成績
| 年 度     | 球 団     | シ リ ｜ ズ | 試 合 | 打 席 | 打 数 | 得 点 | 安 打 | 二 塁 打 | 三 塁 打 | 本 塁 打 | 塁 打 | 打 点 | 盗 塁 | 盗 塁 死 | 犠 打 | 犠 飛 | 四 球 | 敬 遠 | 死 球 | 三 振 | 併 殺 打 | 打 率 | 出 塁 率 | 長 打 率 | O P S |
| --------- | --------- | ----------- | ----- | ----- | ----- | ----- | ----- | -------- | -------- | -------- | ----- | ----- | ----- | -------- | ----- | ----- | ----- | ----- | ----- | ----- | -------- | ----- | -------- | -------- | ----- |
| 2010      | CIN       | NLDS        | 3     | 11    | 10    | 0     | 1     | 0        | 0        | 0        | 1     | 1     | 0     | 0        | 0     | 1     | 0     | 0     | 0     | 1     | 1        | .100  | .091     | .100     | .191  |
| 2012      | CIN       | NLDS        | 5     | 22    | 18    | 3     | 7     | 0        | 0        | 0        | 7     | 0     | 0     | 0        | 0     | 0     | 4     | 0     | 0     | 5     | 0        | .389  | .500     | .389     | .889  |
| 2013      | CIN       | NLWC        | 1     | 4     | 4     | 0     | 0     | 0        | 0        | 0        | 0     | 0     | 0     | 0        | 0     | 0     | 0     | 0     | 0     | 2     | 0        | .000  | .000     | .000     | .000  |
| 2020      | CIN       | NLWC        | 2     | 10    | 9     | 0     | 2     | 0        | 0        | 0        | 2     | 0     | 0     | 0        | 0     | 0     | 1     | 1     | 0     | 3     | 0        | .222  | .300     | .222     | .522  |
| 出場：4回 | 出場：4回 | 出場：4回   | 11    | 47    | 41    | 3     | 10    | 0        | 0        | 0        | 10    | 1     | 0     | 0        | 0     | 1     | 5     | 1     | 0     | 12    | 1        | .244  | .319     | .244     | .563  |

### 年度別守備成績
| 年 度 | 球 団 | 一塁（1B） | 一塁（1B） | 一塁（1B） | 一塁（1B） | 一塁（1B） | 一塁（1B） | 左翼（LF） | 左翼（LF） | 左翼（LF） | 左翼（LF） | 左翼（LF） | 左翼（LF） |
| 年 度 | 球 団 | 試 合      | 刺 殺      | 補 殺      | 失 策      | 併 殺      | 守 備 率   | 試 合      | 刺 殺      | 補 殺      | 失 策      | 併 殺      | 守 備 率   |
| ----- | ----- | ---------- | ---------- | ---------- | ---------- | ---------- | ---------- | ---------- | ---------- | ---------- | ---------- | ---------- | ---------- |
| 2007  | CIN   | 17         | 107        | 11         | 0          | 15         | 1.000      | 6          | 14         | 0          | 1          | 0          | .933       |
| 2008  | CIN   | 144        | 1050       | 136        | 11         | 119        | .991       | -          | -          | -          | -          | -          | -          |
| 2009  | CIN   | 130        | 960        | 101        | 10         | 108        | .991       | -          | -          | -          | -          | -          | -          |
| 2010  | CIN   | 148        | 1132       | 128        | 5          | 101        | .996       | -          | -          | -          | -          | -          | -          |
| 2011  | CIN   | 160        | 1341       | 173        | 6          | 127        | .996       | -          | -          | -          | -          | -          | -          |
| 2012  | CIN   | 109        | 850        | 116        | 6          | 69         | .994       | -          | -          | -          | -          | -          | -          |
| 2013  | CIN   | 161        | 1245       | 154        | 14         | 115        | .990       | -          | -          | -          | -          | -          | -          |
| 2014  | CIN   | 61         | 449        | 63         | 7          | 39         | .988       | -          | -          | -          | -          | -          | -          |
| 2015  | CIN   | 156        | 1212       | 139        | 9          | 122        | .993       | -          | -          | -          | -          | -          | -          |
| 2016  | CIN   | 154        | 1168       | 107        | 8          | 124        | .994       | -          | -          | -          | -          | -          | -          |
| 2017  | CIN   | 162        | 1227       | 165        | 4          | 109        | .997       | -          | -          | -          | -          | -          | -          |
| 2018  | CIN   | 139        | 1047       | 142        | 5          | 101        | .996       | -          | -          | -          | -          | -          | -          |
| 2019  | CIN   | 133        | 944        | 118        | 7          | 93         | .993       | 1          | 0          | 0          | 0          | 0          | .---       |
| 2020  | CIN   | 50         | 299        | 40         | 5          | 25         | .985       | -          | -          | -          | -          | -          | -          |
| 2021  | CIN   | 123        | 853        | 99         | 7          | 91         | .993       | -          | -          | -          | -          | -          | -          |
| 2022  | CIN   | 76         | 492        | 48         | 1          | 40         | .998       | -          | -          | -          | -          | -          | -          |
| 2023  | CIN   | 47         | 296        | 18         | 1          | 34         | .997       | -          | -          | -          | -          | -          | -          |
| 通算  | 通算  | 1970       | 14722      | 1758       | 106        | 1432       | .994       | 7          | 14         | 0          | 1          | 0          | .933       |

- 各年度の太字はリーグ最高
- 各年度の太字年はゴールドグラブ賞受賞

### 表彰
- シーズンMVP：1回（2010年）
- ゴールドグラブ賞（一塁手部門）：1回（2011年）
- ハンク・アーロン賞：1回（2010年）
- ルー・マーシュ賞：1回（2010年）
- プレイヤー・オブ・ザ・ウィーク：4回（2009年9月28日、2011年8月1日、2017年7月2日、2018年4月29日）
- プレイヤー・オブ・ザ・マンス：1回（2021年7月[33]）

### 記録
- MLBオールスターゲーム選出：6回（2010年 - 2013年、2017年、2018年）
- 連続試合複数打席出塁：20（歴代2位タイ）[13]
- 通算300本塁打（2021年4月30日）
- 通算1000打点（2021年6月30日）
- 通算2000本安打（2021年8月16日）

### 代表歴
- 2009 ワールド・ベースボール・クラシック・カナダ代表
- 2013 ワールド・ベースボール・クラシック・カナダ代表